# 紅豆 (歌曲)
《红豆》是华语歌手王菲所演唱的一首歌曲，发行于1998年，由林夕作词，柳重言作曲，Alex San编曲，收录在王菲的专辑《唱游》之中。粤语版《偿还》同样由林夕作词、王菲演唱。

## 背景与影响
林夕喜欢在作词时播放日剧，一次他看到日剧女主角在想着男友时不慎将红豆熬糊了，便有感而发，写下了这首缠绵悱恻、深刻隽永的词。
柳重言称《红豆》打破他最快作曲纪录：“当时我就想着王菲的声音，我特别欣赏她的嗓音，我就想象她会怎么唱。马上，曲子几分钟后就出来了”，并对王菲赞誉有加，称其是“唱歌的天才”
王菲团队在制作时并未将这首歌作为主打，却没想到这首歌一经发行广受欢迎，于是专门为这首歌补拍了MV。2010年王菲《巡唱》巡回演唱会举办在即，《红豆》在诸多投票中名列“最想听的歌”榜首，可见其代表性。作曲者柳重言更是凭借此曲出名，被以“《红豆》作者”称呼。
诸多乐评人对《红豆》评价颇高，认为这首歌“把相思缠绵表达得淋漓尽致”，甚至认为其“水准之高，难出其右”。
《红豆》不仅被方大同、周杰伦、梁静茹、华晨宇等华语歌手翻唱，韩国歌手李海莉更是将《红豆》改编成韩语歌并翻唱，歌曲成为韩剧《伊甸园之东》的主题曲。

## 获奖记录
| 年份   | 颁奖礼              | 奖项                | 结果  |
| 2013年 | 新加坡U选1000排行榜 | 新加坡U选1000排行榜 | 第1名 |
| 2014年 | 新加坡U选1000排行榜 | 新加坡U选1000排行榜 | 第6名 |
| 2016年 | 新加坡U选1000排行榜 | 新加坡U选1000排行榜 | 第8名 |